# 3093 Bergholz
3093 Bergholz eller 1971 MG är en asteroid i huvudbältet som upptäcktes den 28 juni 1971 av den ryska astronomen Tamara Smirnova vid Krims astrofysiska observatorium på Krim. Den har fått sitt namn efter Olga Bergholz.
Asteroiden har en diameter på ungefär 12 kilometer och den tillhör asteroidgruppen Eunomia.